# Ferula haussknechtii
Ferula haussknechtii är en flockblommig växtart som beskrevs av H.Wolff och Karl Heinz Rechinger. Ferula haussknechtii ingår i släktet stinkflokesläktet, och familjen flockblommiga växter. Inga underarter finns listade i Catalogue of Life.